# Маммот (Пенсільванія)
Маммот (англ. Mammoth) — переписна місцевість (CDP) в США, в окрузі Вестморленд штату Пенсільванія. Населення — 526 осіб (2020).

## Географія
Маммот розташований за координатами 40°11′55″ пн. ш. 79°27′46″ зх. д. / 40.19861° пн. ш. 79.46278° зх. д. (40.198687, -79.462864).  За даними Бюро перепису населення США в 2010 році переписна місцевість мала площу 5,24 км², уся площа — суходіл.

## Демографія
Згідно з переписом 2010 року, у переписній місцевості мешкало 525 осіб у 220 домогосподарствах у складі 153 родин. Густота населення становила 100 осіб/км².  Було 234 помешкання (45/км²).
Расовий склад населення:
| - 99,2 % — білих - 0,2 % — вихідців з тихоокеанських островів |

До двох чи більше рас належало 0,6 %. Частка іспаномовних становила 0,0 % від усіх жителів.
За віковим діапазоном населення розподілялося таким чином: 17,5 % — особи молодші 18 років, 63,5 % — особи у віці 18—64 років, 19,0 % — особи у віці 65 років та старші. Медіана віку мешканця становила 47,4 року. На 100 осіб жіночої статі у переписній місцевості припадало 88,8 чоловіків;  на 100 жінок у віці від 18 років та старших — 87,4 чоловіків також старших 18 років.
Середній дохід на одне домашнє господарство  становив 65 501 долар США (медіана — 63 750), а середній дохід на одну сім'ю — 82 445 доларів (медіана — 78 088). За межею бідності перебувало 3,4 % осіб, у тому числі 0,0 % дітей у віці до 18 років та 7,2 % осіб у віці 65 років та старших.
Цивільне працевлаштоване населення становило 238 осіб. Основні галузі зайнятості: освіта, охорона здоров'я та соціальна допомога — 26,9 %, транспорт — 13,9 %, будівництво — 13,9 %.